# Biharis
Pour les articles homonymes, voir Bihari (homonymie).
Les Biharis est le nom donné aux habitants de l'État indien du Bihar. Ils peuvent être séparés en trois grands groupes ethnolinguistiques indo-aryens: les Bhojpuris, les Maithils et Magahis. Ils sont également divisés en plusieurs groupes de castes héréditaires.
On trouve des Biharis dans toute l'Inde et dans les pays voisins du Népal, du Pakistan et du Bangladesh. Pendant la partition de l'Inde en 1947, de nombreux Biharis musulmans ont émigré au Bengale oriental (plus tard au Pakistan oriental, puis au Bangladesh ou au Pakistan),. Ces derniers sont également bien représentés dans l'ethnie muhadjire du Pakistan (anciennement le Pakistan occidental) à cause de la Partition,. 
Une importante population de la diaspora bihari se trouve également dans d'autres pays comme les Caraïbes, les îles Fidji, au Myanmar, à Natal en Afrique du Sud, aux Seychelles et à l'île Maurice. La plupart ont une descendance bhojpuri certainement pour ceux qui sont originaires de la région Bhojpur-Purvanchal tandis que les autres ont une descendance awadhi car ils tracent leurs origines à la région de l'Awadh. 
La langue bhodjpouri est toujours préservé à Natal en Afrique du Sud avec une influence lexicale du Afrikaans appelé le Naitali aussi connu comme le bhodjpouri sud africain ainsi qu'à l'île Maurice avec une influence lexicale du Créole Mauricien appelé le Bhodjpouri Mauricien aussi connu comme le calcuttiya.

## Histoire
Le Bihar est l'un des plus anciens endroits habités dans le monde avec une histoire remontant à l'âge néolithique. Depuis lors, les Biharis ont longtemps été impliqués dans certains des événements les plus importants de l'histoire de l'Asie du Sud. Ils étaient les fondateurs de beaucoup de grands empires basés hors de Magadha comprenant l'empire Maurya et l'empire Gupta. Ces deux empires avaient leur capitale à Pataliputra (Patna moderne).
Deux des religions principales de l'Inde ont également leurs origines dans Bihar. Gautama Bouddha qui était le fondateur du bouddhisme, a réalisé l'illumination à Bodh Gaya, au Bihar. Mahāvīra, le fondateur du jaïnisme, est né à Vaisali dans le nord du Bihar.

## Tradition martiale
Beaucoup d'universitaires comprenant Dirk Kolff et Walter Hauser ont noté que le Bihar a une histoire d'activisme armé parmi sa paysannerie. Pendant des siècles, les soldats Purbiya du Bihar occidental ont longtemps servi comme soldats dans les armées des rois dans les régions occidentales de l'Inde. Des sources moghols indiquent également que de nombreux soldats paysans ont été recrutés dans les parties septentrionales du Bihar (Tirhut). Cet héritage martial s'est poursuivi jusqu'à la fin du XXe siècle avec la formation d'armées privées ou senas qui ont été formées pour maintenir les intérêts de castes spécifiques.
Servan-Schreiber a décrit cette tradition martiale comme suit:

« Pour tout voyageur sur les routes du Bihar, une image incontournable lui vient à l'esprit. Celle d'un paysan qui garde toujours son bâton de bois ou son lathi à portée de main, en aucun cas hors de sa portée. Les Biharis, qui constituent une race martiale en Inde semblable aux Sikhs ou aux Pathans, conformément au rôle conçu par l'administration coloniale britannique, étaient un filon mère pour Monghol et les recruteurs de l'armée anglaise. Leur esprit combatif indépendant, qui leur a valu une réputation de robustesse, s'est manifesté tout au long de leur histoire. »

## Habillement
La tenue traditionnelle du peuple Bihari comprend l'angarkha (en) (une forme modifiée du jama fluide) ou le kurta-pajama (remplaçant l'ancienne tenue du dhoti et du chapkan qui est une robe fixée à droite) pour les hommes et le sari pour les femmes. Dans la vie de tous les jours, les femmes portent un sari ou un churidar et parfois un salwar kameez. Le sari est porté dans le style traditionnel «Seedha Aanchal». Néanmoins, les chemises et pantalons occidentaux sont de plus en plus populaires parmi la population masculine, tant rurale qu'urbaine et le churidar ou salwar kameez pour les femmes du Bihar urbain. Les bijoux tels que les bagues pour hommes et les bracelets pour femmes sont populaires. Cependant, il existe quelques bijoux traditionnels Bihari comme le «Chhara», l'«Hansuli», le «Kamarbandh», etc..

## Langue et littérature
L'hindi est la langue officielle de l'État. Le maïthili (61 millions de locuteurs, y compris le dialecte bajjika qui compte 11 millions de locuteurs en Inde) et l'ourdou sont d'autres langues reconnues de l'État. Les langues non reconnues de l'État sont le bhodjpouri (60 millions de locuteurs), l'angika (30 millions de locuteurs) et le magahi (20 millions de locuteurs),. Le bhojpuri et le magahi font partie sociolinguistiquement des langues de la ceinture hindie et n'ont donc pas reçu de statut officiel dans l'État. Dans la région urbaine, la plupart des locuteurs éduqués de la langue nomment l'hindi comme leur langue parce que c'est ce qu'ils utilisent dans les contextes formels et estiment que c'est la réponse appropriée en raison de leur ignorance. Les personnes sans instruction et la population rurale de la région considèrent l'hindi comme le nom générique de leur langue.
Malgré le grand nombre de locuteurs de langues bihari, elles n'ont pas été constitutionnellement reconnues en Inde, à l'exception du maïthili qui est reconnu dans la huitième annexe de la Constitution de l'Inde. L'hindi est la langue utilisée pour les questions éducatives et officielles au Bihar. Ces langues ont été légalement absorbées sous l'étiquette subordonnée de l'hindi lors du recensement de 1961. Ces politiques étatiques et nationales créent des conditions propices à la mise en danger des langues. Le premier succès de la propagation de l'hindi s'est produit dans le Bihar en 1881, lorsque l'hindi a remplacé l'ourdou comme seule langue officielle de la province. Dans cette lutte entre l'hindi et l'ourdou, les revendications potentielles des trois grandes langues maternelles de la région - le bhojpuri, le maithili et le magahi - ont été ignorées. Après l'indépendance, l'hindi a de nouveau reçu le statut officiel unique en vertu de la loi de 1950 sur les langues officielles du Bihar. L'ourdou est devenu la deuxième langue officielle de l'État indivisé du Bihar le 16 août 1989. Bihar a également produit plusieurs écrivains ourdous éminents comprenant Sulaiman Nadvi, Manazir Ahsan Gilani, Abdul Qavi Desnavi, Paigham Afaqui, Jabir Husain, Sohail Azimabadi, Hussain Ul Haque (en), Dr Shamim Hashimi, Wahab Ashrafi, etc.,.
Le Bihar a produit un certain nombre d'écrivains de l'hindi, y compris Raja Radhika Raman Singh, Shiva Pujan Sahay, Divakar Prasad Vidyarthy, Ramdhari Singh Dinkar, Rambriksh Benipuri, Phanishwar Nath, Gopal Singh Nepali et Baba Nagarjun. Rahul Sankrityayan, le grand écrivain et érudit bouddhiste, est né dans l'État d'Uttar Pradesh mais a passé sa vie dans le pays de seigneur Bouddha, c'est-à-dire le Bihar. Hrishikesh Sulabh et Neeraj Singh (d'Ara) sont les écrivains de la nouvelle génération. Ils sont auteurs de nouvelles, dramaturges et critiques de théâtre. Arun Kamal et Aalok Dhanwa sont les poètes connus. Différentes langues régionales ont également produit des poètes et des auteurs éminents. Sharat Chandra Chattopadhyay, qui est parmi les plus grands écrivains en bengali, a résidé pendant quelque temps au Bihar. Upamanyu Chatterjee est également originaire de Patna au Bihar. Devaki Nandan Khatri, qui est devenu célèbre au début du XXe siècle en raison de ses romans tels que Chandrakanta et Chandrakanta Santati, est né à Muzaffarpur, au Bihar. Vidyapati Thakur est le poète le plus célèbre du Maïthili (XIVe et XVe siècles). Satyapal Chandra a écrit de nombreux best-sellers anglais et il est l'un des jeunes écrivains indiens émergents.

## Castes et groupes ethniques
La société bihari suit un système de castes très rigide, qui influence la vie quotidienne et la politique.
Le Recensement de l'Inde de 2011 a indiqué que les castes répertoriées constituaient 15% de la population de 10,4 crores du Bihar,. Le recensement a identifié 21 des 23 sous-castes dalits comme étant des Mahadalit. La communauté Mahadalit se compose des sous-castes suivantes : Bantar, Bauri, Bhogta, Bhuiya, Chaupal, Dabgar, Dom (Dhangad), Ghasi, Halalkhor, Hari (Mehtar, Bhangi), Kanjar, Kurariar, Lalbegi, Musahar, Nat, Pan (Swasi), Rajwar, Turi, Dhobi, Chamar et Dusadh. La caste Paswan fut initialement omise dans la catégorie Mahadalit, pour la consternation de Ram Vilas Paswan,. Les Adivasis (castes et tribus répertoriées (en)) représentaient environ 1,3% de la population de Bihari,,. Il s'agit notamment des communautés Gond, Santhal et Tharu. Il y a environ 130 castes extrêmement arriérées (EBC) au Bihar,,,.
| Castes des Biharis,      | Castes des Biharis, | Castes des Biharis, |
| Caste                    | Population (%)      | Notes |
| ------------------------ | ------------------- | --- |
| OBC/EBC                  | 41%                 | Yadavs - 17% Kurmis - 4% Kushwaha(Koeri, Maurya, Shakya, Saini, Etc.) - 8% (EBCs - 17%, -includes,, Teli-3.2%)                   |
| Mahadalits*+ Dalits(SCs) | 15%,                | dont Dusadh- 5%, Musahar- 2,8%.                                                                                                  |
| Musulmans                | 16.9%               | comprend les castes Sayyid (Ashrafi), Sheikh Mughal Pathan (Ashrafi), Sayyid, Pathan (Sheikh Mughal)                             |
| Castes supérieures       | 21.4%               | Quatre castes supérieures - Brahmanes, Bhumihars, Rajputs et Kayasthas. - représentent environ 21,4% de la population de l'État. |
| Adivasis(STs)            | 1.3%,               | |
| Autres                   | 0.4%                | Comprend les chrétiens, les sikhs, les jaïns et les bouddhistes.                                                                 |

## Religion
Selon le recensement de 2011, 82,7% de la population du Bihar pratiquait l'hindouisme, tandis que 16,5% était adepte de l'Islam.
| Religion   | Population |
| ---------- | ---------- |
| Hindouisme | 82.7       |
| Islam      | 16.9       |
| Autres     | 0.4        |

## Diaspora bihari

### Pakistan et Bangladesh
Pendant la partition de l'Inde en 1947, de nombreux Biharis se sont installés au Pakistan occidental et au Pakistan oriental, où ils ont été comptés parmi d'autres Muhadjirs et sont toujours au Pakistan actuel. Environ un million de locuteurs de l'ourdou se sont installés dans ce qui était alors le Bengale oriental, près de leur province du Bihar, dans l'est de l'Inde.
Lorsque le Pakistan oriental est devenu l'État indépendant du Bangladesh en décembre 1971, 83 000 Biharis (dont 58 000 anciens fonctionnaires et militaires), qui voulaient quitter le pays en tant que locuteurs d'origine ourdou, membres de familles divisées et 25 000 cas difficiles ont été évacués vers le Pakistan,. En 1974, 108 000 personnes avaient été transférées au Pakistan (principalement par voie aérienne); en 1981, elles étaient environ 163 000. Les Biharis restants du Bengale oriental ont été laissés pour compte et se sont trouvés mal accueillis dans les deux pays. Le Pakistan n'a pas voulu accepter les Biharis restés au Bangladesh nouvellement formé car il se voyait en lutte pour gérer des milliers de réfugiés afghans à l'époque, tandis que les Bangladais méprisaient les Biharis ethniques pour avoir soutenu et pris le parti du Pakistan occidental pendant la guerre et pour avoir préféré leur ourdou natal au mouvement de la langue bengali.
Avec peu ou pas de négociations légales sur l'offre de la citoyenneté pakistanaise aux Biharis ou d'une voie de retour sûre vers leur Bihar natal en Inde, les Biharis (appelés «Pakistanais échoués» (stranded Pakistanis) par certains politiciens du Bangladesh) sont restés apatrides pendant 33 ans. Le Haut Commissariat des Nations Unies pour les réfugiés (HCR) ne s'est pas penché sur le sort des Biharis. On estime que 600 000 Biharis vivent dans 66 camps répartis dans 13 régions du Bangladesh, et qu'un nombre égal d'entre eux ont acquis la citoyenneté bangladaise. En 1990, un petit nombre de Biharis a été autorisés à immigrer au Pakistan.
Le Pakistan a réitéré qu'en tant qu'État successeur du Pakistan oriental, le Bangladesh devrait accepter les Biharis comme citoyens à part entière. Les responsables politiques et gouvernementaux pakistanais ont refusé d'accepter ces près de 300 000 Pakistanais d'origine bihari bloqués en raison de l'incapacité d'absorber un si grand nombre d'immigrants à l'heure actuelle.
En mai 2008, un tribunal bangladais a décidé que les Biharis qui étaient mineurs en 1971 ou nés après 1971 sont citoyens bangladais et ont le droit de vote,. Selon les estimations, 150 000 des 300 000 Biharis vivant au Bangladesh ont droit à la citoyenneté bangladaise. Bien que la décision du tribunal ait explicitement indiqué que les Biharis ont le droit de s'inscrire pour voter aux élections de décembre 2008, la Commission électorale a fermé ses listes en août 2008 sans les inscrire.

### Afrique du Sud (Natal), Maurice, Seychelles, Myanmar, Fidji et Caraïbes
Un grand nombre de personnes de la province du Bihar de l'Inde britannique ont voyagé dans diverses parties du monde au XIXe siècle pour servir de main-d'œuvre sous contrat dans les plantations de canne à sucre, de cacao, de riz et de caoutchouc dans les Caraïbes, aux îles Fidji, au Myanmar, aux Seychelles, à l'île Maurice et à Natal en Afrique du Sud.
La majorité des Indo-Mauriciens sont des Biharis Mauriciens. La plupart des premiers ministres mauriciens étaient des Indo-Mauriciens d'origine bihari. La majorité des Indo-Caribéens (en) sont d'origine bihari, tandis que les Indo-Fidjiens sont pour la plupart des descendants de la région de l'Awadh en Uttar Pradesh ainsi que du Bihar.

## Sous-nationalisme du Bihari
Selon le Dr Shaibal Gupta (en), spécialiste des sciences sociales, le passage à tabac d'étudiants du Bihar à Mumbai en octobre 2008 a consolidé le sous-nationalisme du Bihari.

## Lectures complémentaires
- (en) Ram Gopal, Hindu Culture During and After Muslim Rule : Survival and Subsequent Challenges, M.D. Publications Pvt. Ltd., 1994 (ISBN 978-81-85880-26-6, lire en ligne)

- (en) Lewis Sydney Steward O'Malley, History of Magadha, Veena Publications, 2005, 274 p. (ISBN 978-81-89224-01-1, lire en ligne)